# Rokytná
La Rokytná est une rivière de Tchéquie d'une longueur de 88,2 km. Elle est un affluent de la Jihlava et donc un sous-affluent du Danube par la Svratka, la Thaya et la Morava.